# Sfocatura

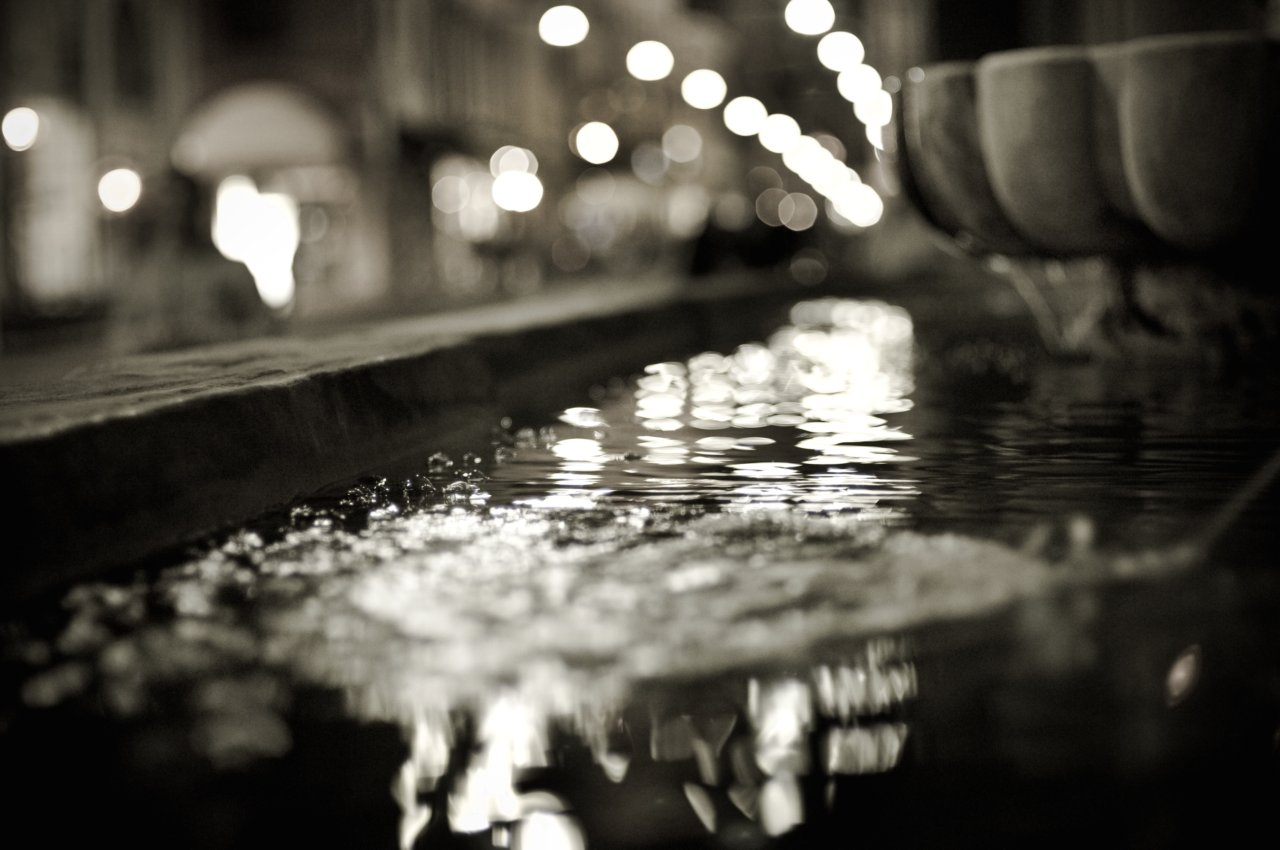
Immagine variamente sfocata

Con sfocatura (1928, der. di sfocare) o sfuocatura (meno comune), riguardo alla ripresa cine-video-fotografica e televisiva, nonché in proiezione, si intende l'effetto di imprecisione dei contorni, o l'annebbiamento o lo sdoppiamento dell’immagine o del soggetto, riguardo alla perdita del microcontrasto dei bordi, dovuto al difetto di messa a fuoco, accidentale o voluto, per spostamento di lenti del sistema ottico, per deformazione della pellicola o per errata posizione del piano focale di pellicola/sensore.
In generale, la sfocatura riduce la nitidezza e il contrasto dell'immagine: quelli che dovrebbero essere bordi nitidi e ad alto contrasto, in una scena, diventano transizioni graduali e i minimi dettagli risultano morbidi, sfoucati, annebbiati o addirittura invisibili.

## Considerazioni
Questo effetto è familiare a chiunque abbia usato una macchina fotografica, o videocamera, microscopio, telescopio o binocolo, ecc; in quanto, quasi tutti i dispositivi ottici incorporano una qualche forma di regolazione della messa a fuoco, per ridurre al minimo la sfocatura e massimizzare la qualità dell'immagine o per scegliere arbitrariamente quale parte della profondità della scena rendere più nitida.
In qualche modo, tutte le zone al di fuori della profondità di campo, vengono considerate fuori fuoco o sfocate.
Alcune aberrazioni ottiche, come ad esempio la curvatura di campo, genera una sorta di sfocatura in qualche parte dell'immagine bidimensionale scelta con la messa a fuoco. Tuttavia, la sfocatura non è propriamente una aberrazione.
A partire dalla metà degli anni novanta, in fotografia è entrato un nuovo termine, legato alle proprietà ottiche degli obiettivi, e riferito alla caratteristica del loro sfocato, detto bokeh, dal giapponese boke «sfocato».
Anche se il mosso in fotografia è un errore differente dalla una messa a fuoco sbagliata, il risultato sull'immagine è spesso molto simile a quello di una sfocatura.